# رونالد آرائوخو
رونالد فدریکو آرائوخو دا سیلوا (اسپانیایی: Ronald Araújo؛ زاده ۷ مارس ۱۹۹۹) بازیکن فوتبال اهل اروگوئه‌ است که در پست دفاع میانی برای باشگاه بارسلونا و تیم ملی اروگوئه بازی می‌کند.

## دوران باشگاهی

### رنتیستاس
آرائوخو در ریورا از مادری آفریقایی-برزیلی متولد شد. او از باشگاه زادگاه خود هوراکان دی ریورا به رنتیستاس پیوست و اولین بازی خود را در ۲۴ سپتامبر ۲۰۱۶ انجام داد و به عنوان یار تعویضی در سگوندا دیویسیون در پیروزی ۱–۰ مقابل تاکوآرمبو وارد میدان شد.
آرائوخو اولین گل خود در بزرگسالان را در ۹ دسامبر ۲۰۱۶ به ثمر رساند و گل تساوی تیمش را در تساوی خانگی ۲–۲ مقابل سنترال اسپانیول به ثمر رساند. او در طول فصل ۲۰۱۷ به یک بازیکن ثابت تبدیل شد و در پیروزی ۳–۲ خارج از خانه مقابل ویلا اسپانیولا در ۱۷ ژوئن همان سال هت‌تریک کرد.

### بوستون ریور
در ۲۸ ژوئیه ۲۰۱۷، آرائوخو به تیم بوستون ریور در پریمیرا دیویسیون پیوست. او اولین بازی خود را در این باشگاه در تاریخ ۱۸ سپتامبر انجام داد و جایگزین ماکسیمیلیانو سیگالس شد و در نهایت موفق به برد خانگی مقابل التانکه سیسلی با نتیجه ۱–۰ شدند.

### بارسلونا
در ۲۹ اوت سال ۲۰۱۸، آرائوخو یک قرارداد پنج ساله به مبلغ ۱٫۷میلیون یورو، به علاوه ۳٫۵میلیون یورو متغیر با بارسلونا امضا کرد؛ وی ابتدا برای تیم ذخیره یعنی بارسا بی در سگوندا دیویسیون بی به میدان رفت. در ۶ اکتبر سال ۲۰۱۹، آرائوخو اولین بازی خود را برای تیم اصلی انجام داد و در دقیقه ۷۳ جایگزین ژان کلر تادیبو شد و در پیروزی خانگی با نتیجه ۴–۰ مقابل سویا حضور پیدا کرد. با این حال، او در دقیقه ۸۶ به دلیل خطا بر روی خاویر هرناندز از زمین اخراج شد.
برای فصل ۲۱–۲۰۲۰، آرائوخو به تیم اصلی ملحق شد و پیراهن شماره ۴ را که قبلاً ایوان راکیتیچ می‌پوشید، به او داده شد.در ۱۹ دسامبر ۲۰۲۰، او اولین گل خود در لالیگا را برای بارسلونا در تساوی ۲–۲ خانگی مقابل والنسیا به ثمر رساند.
در ۲۱ مارس ۲۰۲۲، آرائوخو اولین گل خود را در ال کلاسیکو به ثمر رساند، در دقیقه ۳۸ با ضربه سر روی ارسال عثمان دمبله در یک پیروزی خارج از خانه ۴–۰ مقابل صدرنشینان لیگ در سانتیاگو برنابئو.

## آمار باشگاهی
تا تاریخ ۲۸ نوامبر ۲۰۲۳
| باشگاه      | فصل            | لیگ                     | لیگ  | لیگ | جام‌حذفی | جام‌حذفی | قاره | قاره | سایر | سایر | جمع  | جمع |
| باشگاه      | فصل            | دسته                    | بازی | گل  | بازی    | گل      | بازی | گل   | بازی | گل   | بازی | گل  |
| ----------- | -------------- | ----------------------- | ---- | --- | ------- | ------- | ---- | ---- | ---- | ---- | ---- | --- |
| رنتیستاس    | ۲۰۱۶           | سگوندا دیویسیون اروگوئه | ۳    | ۱   | -       | -       | -    | -    | -    | -    | ۳    | ۱   |
| رنتیستاس    | ۲۰۱۷           | سگوندا دیویسیون اروگوئه | ۱۴   | ۶   | -       | -       | -    | -    | -    | -    | ۱۴   | ۶   |
| رنتیستاس    | جمع            | جمع                     | ۱۷   | ۷   | -       | -       | -    | -    | -    | -    | ۱۷   | ۷   |
| بوستون ریور | ۲۰۱۷           | پریمیرا دیویسیون        | ۹    | ۰   | -       | -       | -    | -    | -    | -    | ۹    | ۰   |
| بوستون ریور | ۲۰۱۸           | پریمیرا دیویسیون        | ۱۸   | ۰   | -       | -       | ۴    | ۰    | -    | -    | ۲۲   | ۰   |
| بوستون ریور | جمع            | جمع                     | ۲۷   | ۰   | -       | -       | ۴    | ۰    | -    | -    | ۳۱   | ۰   |
| بارسلونا بی | ۲۰۱۸–۱۹        | سگوندا دیویسیون بی      | ۲۲   | ۳   | -       | -       | -    | -    | -    | -    | ۲۲   | ۳   |
| بارسلونا بی | ۲۰۱۹–۲۰        | سگوندا دیویسیون بی      | ۲۰   | ۳   | -       | -       | -    | -    | ۲    | ۰    | ۲۲   | ۳   |
| بارسلونا بی | جمع            | جمع                     | ۴۲   | ۶   | -       | -       | -    | -    | ۲    | ۰    | ۴۴   | ۶   |
| بارسلونا    | ۲۰۱۹–۲۰        | لالیگا                  | ۶    | ۰   | ۰       | ۰       | ۰    | ۰    | ۰    | ۰    | ۶    | ۰   |
| بارسلونا    | ۲۰۲۰–۲۱        | لالیگا                  | ۲۴   | ۲   | ۴       | ۰       | ۳    | ۰    | ۲    | ۰    | ۳۳   | ۲   |
| بارسلونا    | ۲۰۲۱–۲۲        | لالیگا                  | ۳۰   | ۴   | ۲       | ۰       | ۱۰   | ۰    | ۱    | ۰    | ۴۳   | ۴   |
| بارسلونا    | ۲۰۲۲–۲۳        | لالیگا                  | ۲۲   | ۰   | ۴       | ۱       | ۳    | ۰    | ۲    | ۰    | ۱۱   | ۱   |
| بارسلونا    | ۲۰۲۳–۲۴        | لالیگا                  | ۸    | ۱   | ۰       | ۰       | ۴    | ۰    | ۰    | ۰    | ۱۲   | ۱   |
| بارسلونا    | مجموع بارسلونا | مجموع بارسلونا          | ۹۰   | ۷   | ۱۰      | ۱       | ۲۰   | ۰    | ۵    | ۰    | ۱۲۵  | ۸   |
| مجموع آمار  | مجموع آمار     | مجموع آمار              | ۱۷۵  | ۱۹  | ۱۰      | ۱       | ۲۴   | ۰    | ۷    | ۰    | ۲۱۶  | ۲۰  |

## دوران ملی
آرائوخو پس از حضور در تیم‌های ملی زیر ۱۸ و زیر ۲۰ سال اروگوئه، برای اولین بار در ۵ اکتبر ۲۰۲۰ برای دو بازی مقدماتی جام جهانی ۲۰۲۲ مقابل شیلی و اکوادور به تیم ملی اروگوئه دعوت شد.او هشت روز بعد اولین بازی ملی خود که به‌طور کامل انجام داد را مقابل تیم ملی اکوادور که با شکست ۲–۴ اروگوئه همراه بود انجام داد.
در ژوئن ۲۰۲۱، رونالد آرائوخو در فهرست نهایی ۲۶ نفره اروگوئه برای کوپا آمریکا ۲۰۲۱ برزیل قرار گرفت.

## آمار ملی

### بازی‌های ملی
تا تاریخ ۲۱ نوامبر ۲۰۲۳
| اروگوئه | اروگوئه | اروگوئه | اروگوئه |
| سال     | بازی    | گل      | پاس گل  |
| ------- | ------- | ------- | ------- |
| ۲۰۲۰    | ۱       | ۰       | ۰       |
| ۲۰۲۱    | ۴       | ۰       | ۰       |
| ۲۰۲۲    | ۷       | ۰       | ۱       |
| ۲۰۲۳    | ۴       | ۱       | ۰       |
| مجموع   | ۱۶      | ۱       | ۱       |

### گل‌های ملی
| شماره | تاریخ          | میزبان     | بازی ملی | حریف     | نتیجه | رقابت                  |
| ----- | -------------- | ---------- | -------- | -------- | ----- | ---------------------- |
| ۱     | ۱۷ نوامبر ۲۰۲۳ | بوینس آیرس | ۱۵       | آرژانتین | ۲–۰   | مقدماتی جام جهانی ۲۰۲۶ |

## افتخارات
بارسلونا
- کوپا دل ری: ۲۱–۲۰۲۰[۲۳]
- سوپر جام فوتبال اسپانیا: ۲۲-۲۰۲۳

- لالیگا(۱)۲۲-۲۰۲۳